# Mesotheristus sphaerolaimus
Mesotheristus sphaerolaimus är en rundmaskart som först beskrevs av Allgen 1935.  Mesotheristus sphaerolaimus ingår i släktet Mesotheristus och familjen Monhysteridae. Arten är reproducerande i Sverige. Inga underarter finns listade i Catalogue of Life.